# تریشا دان
تریشا دان (انگلیسی: Tricia Dunn-Luoma؛ زادهٔ ۲۵ آوریل ۱۹۷۴) بازیکن هاکی روی یخ اهل ایالات متحده آمریکا است.